# サン・ジョヴァンニ・イン・マリニャーノ
サン・ジョヴァンニ・イン・マリニャーノ（伊: San Giovanni in Marignano）は、イタリア共和国エミリア＝ロマーニャ州リミニ県にある、人口約9,400人の基礎自治体（コムーネ）。

## 地理

### 位置・広がり
リミニ県南東部のコムーネ。ペーザロから西へ17km、県都リミニから南東へ18km、サンマリノ市から東へ21kmの距離にある。

#### 隣接コムーネ
隣接するコムーネは以下の通り。括弧内のPUはペーザロ・エ・ウルビーノ県所属を示す。
- カットーリカ
- グラダーラ (PU)
- ミザーノ・アドリアーティコ
- モルチャーノ・ディ・ロマーニャ
- サルデーチョ
- サン・クレメンテ
- タヴッリア (PU)

### 気候分類・地震分類
サン・ジョヴァンニ・イン・マリニャーノにおけるイタリアの気候分類 (it) および度日は、zona E, 2187 GGである。
また、イタリアの地震リスク階級 (it) では、zona 2 (sismicità media) に分類される。

## 行政

### 分離集落
サン・ジョヴァンニ・イン・マリニャーノには、以下の分離集落（フラツィオーネ）がある。
- Montalbano, Pianventena, Santa Maria in Pietrafitta, Isola di Brescia

## 文化・観光
「イタリアの最も美しい村」クラブ加盟コムーネである。